# Mario Rodríguez (bokser)
Mario Rodriguez Meza (ur. 6 października 1988) – meksykański bokser, były zawodowy mistrz świata wagi słomkowej (do 105 funtów) organizacji IBF. 
Karierę zawodową rozpoczął 17 grudnia 2005. Do czerwca 2010 stoczył 18 walk, z których 10 wygrał, 5 przegrał i 3 zremisował. W tym czasie zdobył tytuł WBC Continental Americas w wadze słomkowej.
14 sierpnia 2010 stanął przed szansą zdobycia tytułu mistrza świata federacji WBO. Zmierzył się z broniącym tytułu Filipińczykiem Donnie Nietesem. Przegrał jednogłośnie na punkty. 
Po zdobyciu tytułu NABF i wygraniu 4 kolejnych walk (między innymi z byłym mistrzem świata w kategorii junior muszej Gilberto Keb Baasem przez nokaut w piątej rundzie) stanął przed kolejną szansą zdobycia pasa mistrzowskiego tym razem federacji IBF. 1 września 2012 w Guasave (Meksyk) zmierzył się z posiadaczem pasa reprezentantem Republiki Południowej Afryki Nkosinathi Joyi. Niespodziewanie zwyciężył przez nokaut w siódmej rundzie i został nowym mistrzem świata.
W pierwszej obronie tytułu zmierzył się 30 marca 2013 w Guasave z byłym mistrzem WBC w tej kategorii Japończykiem Katsunari Takayamą. Przegrał jednogłośnie na punkty i stracił pas mistrzowski.